# 8419 Terumikazumi
8419 Terumikazumi este un asteroid din centura principală de asteroizi.

## Descriere
8419 Terumikazumi este un asteroid din centura principală de asteroizi. A fost descoperit pe 7 noiembrie 1996 la Kushiro de Seiji Ueda și Hiroshi Kaneda. Asteroidul prezintă o orbită caracterizată de o semiaxă mare de 2,74 ua, o excentricitate de 0,10 și o înclinație de 7,5° în raport cu ecliptica.